# Бьеловар (гандбольный клуб)
Гандбольный клуб «Бьеловар» (хорв. Rukometni klub Bjelovar) — мужской гандбольный клуб, базирующийся в городе Бьеловар, Хорватия. Со дня основания в 1955 году вплоть до 1991 года был известен под названием «Партизан». Многократный чемпион югославских национальных первенств, победитель Лиги чемпионов ЕГФ и прочих престижных турниров. Ныне выступает в премьер-лиге чемпионата Хорватии.

## История
Клуб основан 26 февраля 1955 года под названием «Партизан» — в честь югославских партизан, противостоявших немецко-фашистским войскам во время Второй мировой войны. При этом в состав вошли многие игроки из двух существовавших в городе гандбольных клубов «Среднёшкола» и «Славен». В сезоне 1957/58 команда попала в главную гандбольную лигу Югославии и сразу же в дебютном сезоне стала здесь чемпионом. Год спустя состоялся дебют на международном уровне, но он был неудачным — поражение на домашней арене от бухарестского «Динамо».
В общей сложности команда девять раз выигрывала чемпионат Югославии (1958, 1961, 1967, 1968, 1970, 1971, 1972, 1977, 1979), став по этому показателю самой титулованной в стране. Помимо этого, шесть раз занимала второе место и шесть раз третье. Трижды становилась обладательницей Кубка Югославии по гандболу (1960, 1968, 1976). Наибольшего успеха на международном уровне клуб добился в сезоне 1971/72, когда впервые в истории югославского гандбола одержал победу в Лиге чемпионов ЕГФ. Также в 1962 и 1973 годах доходил до финала Лиги чемпионов, а в 1968 и 1971 годах останавливался на стадии полуфиналов. В сезоне 1976/77 добрался до полуфинала Кубка обладателей Кубков. «Партизан» шесть раз выигрывал Международный гандбольный турнир чемпионов Добоя (1968, 1969, 1975, 1976, 1977, 1978) и до сих пор остаётся рекордсменом по этому показателю.
Несмотря на богатую историю и множество престижных титулов, в конце 1970-х годов «Партизан» столкнулся с серьёзными проблемами организационно-финансового характера, и с этого момента его результаты резко пошли на спад. Так, в сезоне 1979/80 клуб занял в чемпионате Югославии предпоследнее тринадцатое место и вылетел из высшей лиги во второй дивизион. Когда в 1991 году Хорватия отделилась от Югославии, команду переименовали в «Бьеловар», и такое название она носит поныне. Впоследствии команде всё же удалось пробиться в главную лигу хорватского национального первенства, однако чемпионом страны она уже не становилась ни разу, неизменно уступая доминирующему в хорватском гандболе клубу «Загреб». Наиболее успешно в зачёте национального хорватского первенства «Бьеловар» выступил в 2011 году, когда стал бронзовым призёром.
В разное время за команду выступали такие известные игроки как Хрвое Хорват, Албин Видович, Мирослав Прибанич, Желько Нимш, Звонимир Сердарушич, Павле Джурина, Мирко Башич и др.

## Титулы и достижения

#### Чемпионат Югославии
- Чемпион: 1957/58, 1960/61, 1966/67, 1967/68, 1969/70, 1970/71, 1971/72, 1976/77, 1978/79.
- Второе место: 1958/59, 1959/60, 1962/63, 1963/64, 1975/76, 1977/78.
- Третье место: 1964/65, 1965/66, 1968/69, 1973/74, 1974/75, 1983/84.

#### Кубок Югославии
- Победитель: 1960, 1968, 1976.

#### Лига чемпионов
- Чемпион: 1971/72.
- Финалист: 1962, 1972/73.
- Полуфиналист: 1967/68, 1970/71.

#### Кубок обладателей Кубков
- Полуфиналист: 1976/77.